# Ansitz Schaller

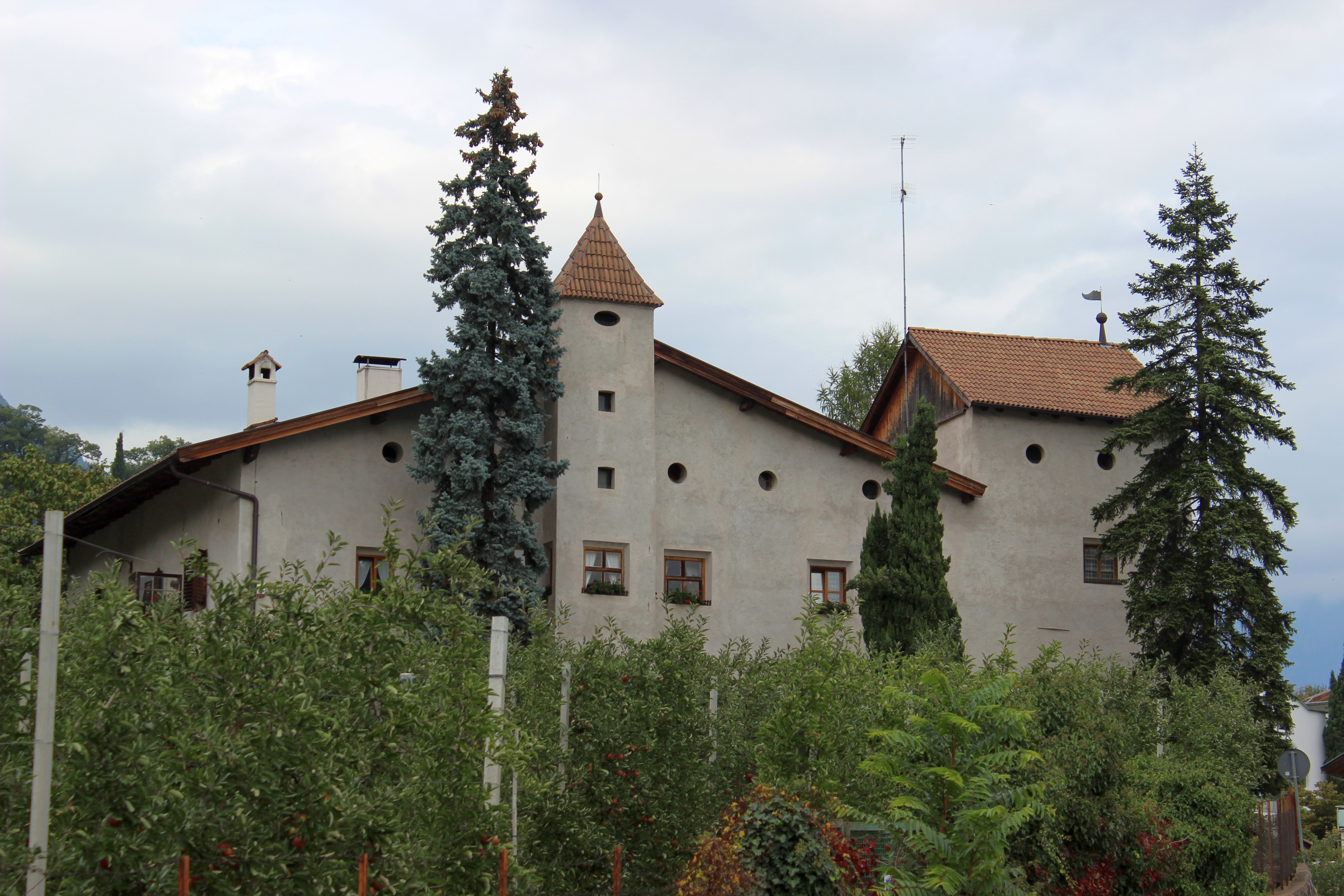
Ansitz Schaller

Der Ansitz Schaller, auch Schallerhof genannt, ist ein geschütztes Baudenkmal der Marktgemeinde Lana in Südtirol.

## Geschichte
Der Besitz wurde um 1270 erstmals urkundlich als "curia ville". Das Grund- und Bodenrecht besaß zunächst das Klosters Weingarten. 1430 erscheint die niedere Hufe aus dem der Schallerhof hervorging. Das Lehen wurde bis zum 15. Jahrhundert an die Stölzel aus Meran vergeben. Im 16. und 17. Jahrhundert wurden an dem Ansitz Aus- und Umbauarbeiten durchgeführt. Seit dem 17. Jahrhundert war das Haus unter mehreren Familien aufgeteilt, darunter die Familie Schaller, auf die der Name zurückgeht. Von den Goldeggs wurde das Anwesen im Jahre 1698 an den Hauptmann auf Fürstenburg Rudolf von Federspiel veräußert. Die Herren von Schöpfer verkauften den Hof 1766 an Jakob Margesin.

## Beschreibung
Es handelt sich um ein Wohnhaus im Renaissancestil mit einem durchgehenden Fassadenerker. An der Ostseite ist ein Viereckturm mit verbrettertem Giebel und Satteldach angebaut. Im Innenbereich befindet sich eine ursprünglich gewölbte Halle, die eine Tramdecke auf Rundpfeilern besitzt. Im Obergeschoss liegen zwei getäfelte Stuben, davon ist eine mit einem Eselsrückenholm von 1540 versehen. Die zweite Stube ist mit einer Felderdecke mit Zahnschnittfries und einem Kachelofen ausgestattet.